# Dargies
 Dargies  ist eine französische Gemeinde mit 242 Einwohnern (Stand 1. Januar 2022) im Département Oise in der Region Hauts-de-France. Sie gehört zum Arrondissement Beauvais und zum Kanton Grandvilliers.

## Geografie
Die Gemeinde Dargies liegt an der Grenze zum Département Somme, 31 Kilometer nordwestlich von Beauvais. Im Südwesten hat die Gemeinde mit sechs Windkraftanlagen einen Anteil an einem interkommunalen Windpark.

## Bevölkerungsentwicklung
| Jahr                       | 1962 | 1968 | 1975 | 1982 | 1990 | 1999 | 2006 | 2014 | 2021 |
| Einwohner                  | 296  | 274  | 247  | 242  | 217  | 219  | 243  | 251  | 244  |
| Quellen: Cassini und INSEE |      |      |      |      |      |      |      |      |      |

## Sehenswürdigkeiten

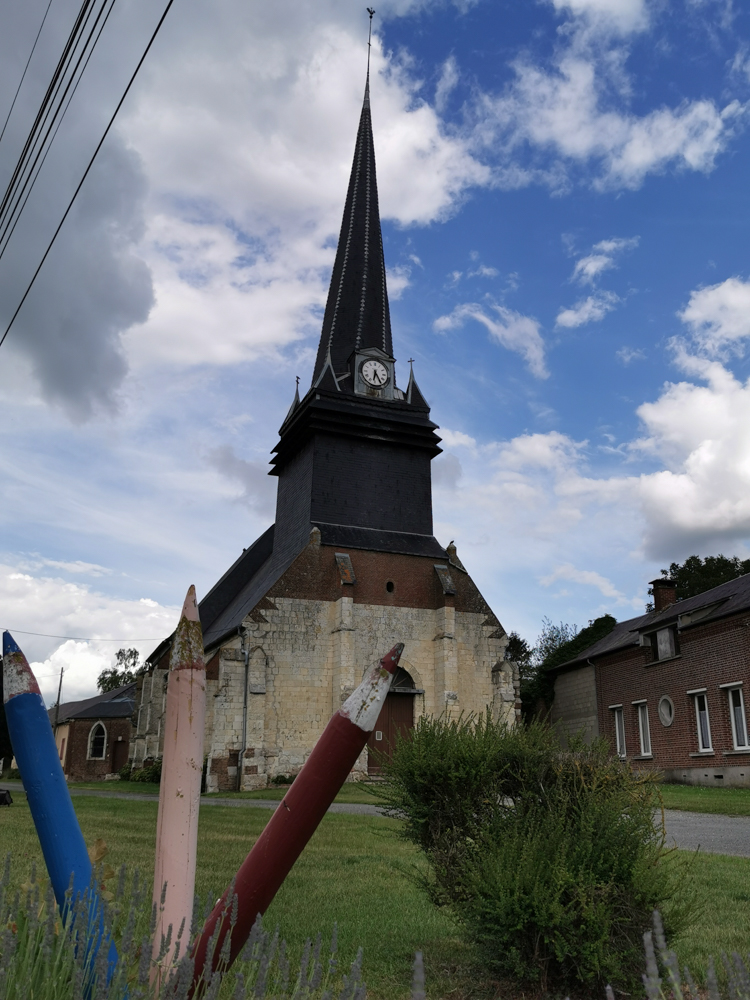
Kirche Saint-Martin
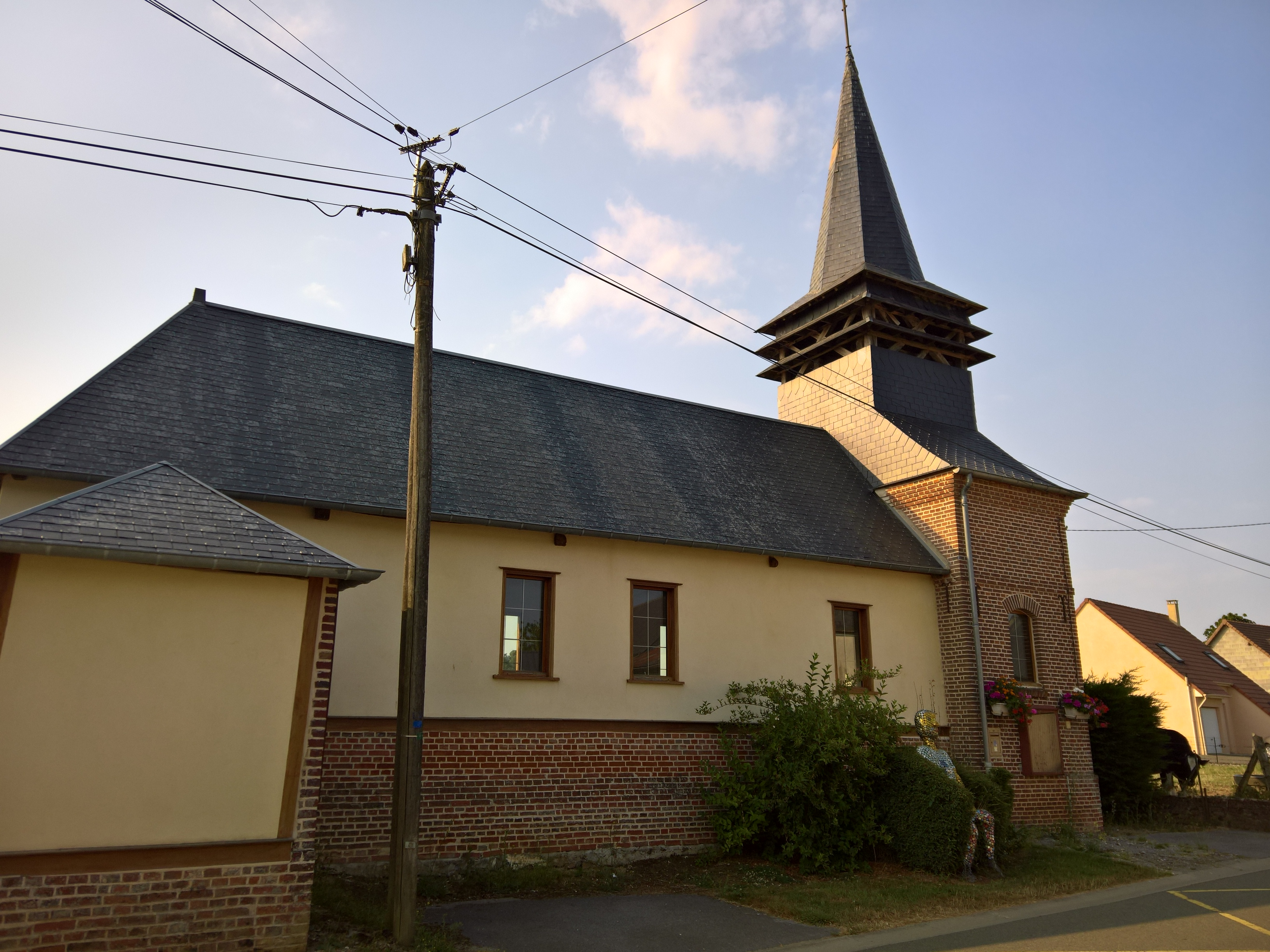
Kirche Notre-Dame im Ortsteil Réderie
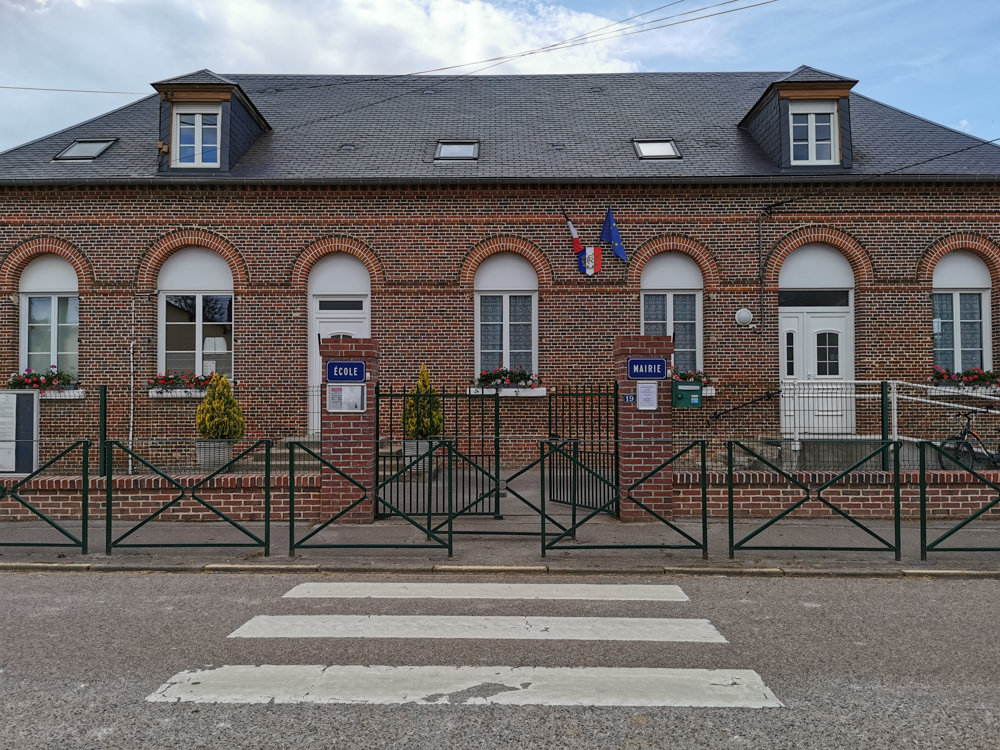
Wasserturm

- Kirche Saint-Martin
- Kirche Notre-Dame
- Rathaus (mairie)